# Heinrich I. (Abt von St. Blasien)
Heinrich I. (auch Heinricus I.; † 5. März in St. Blasien) war von 1237 bis 1241 Abt im Kloster St. Blasien im Südschwarzwald. Er resignierte im Dezember 1240/41.